# زفياد جامساخورديا
زفياد جامساخورديا (بالجورجية: ზვიად გამსახურდია) عاش (31 مارس 1939 - 31 ديسمبر 1993) هو سياسي جورجي ومنشق وباحث وكاتب، أصبح أول رئيس منتخب ديمقراطيًا لجورجيا في فترة ما بعد الاتحاد السوفيتي. جامساخورديا هو الرئيس الجورجي الوحيد الذي توفي أثناء توليه منصبه رسميًا.

## مسيرته ونشاطه

### المسيرة المهنية المبكرة
ولد زفياد جامساخورديا في العاصمة الجورجية تبليسي في عام 1939، في عائلة جورجية متميزة؛ كان والده الأكاديمي قسطنطين جامساخورديا (1893-1975)، أحد أشهر الكتاب الجورجيين في القرن العشرين. قد يكون زفياد تأثر بأبيه، إذ تلقى تدريبات في علم اللغة وبدأ حياته المهنية كمترجم وناقد أدبي.
على الرغم من (أو ربما بسبب) ارتباط البلاد بجوزيف ستالين (الذي كان من جورجيا)، كان الحكم السوفيتي في جورجيا قاسيًا بشكل خاص خلال الخمسينيات وسعى إلى تقييد التعبير الثقافي الجورجي. في عام 1955، أسس زفياد جامساخورديا مجموعة شبابية سرية أطلق عليها اسم جورجاسلياني (في إشارة إلى الخط القديم للملوك الجورجيين) التي سعت إلى نشر تقارير عن انتهاكات حقوق الإنسان. في عام 1956، ألقي القبض عليه خلال مظاهرات في تبليسي ضد السياسة السوفيتية لاجتثاث الستالينية، واعتُقل مرة أخرى في عام 1958 بسبب توزيعه الأدبيات والبيانات المناهضة للشيوعية. احتُجز لمدة ستة أشهر في مستشفى للأمراض العقلية في تبليسي، حيث شُخصت حالته على أنه يعاني من اعتلال نفسي ولا معاوضة، وبالتالي ربما أصبح ضحيةً مبكرة لما أصبح سياسة واسعة الانتشار لاستخدام الطب النفسي لأغراض سياسية.

### النشاط في مجال حقوق الإنسان
حقق زفياد مكانة كبيرة في عام 1972 خلال حملة ضد الفساد المرتبط بتعيين كاهن جديد للكنيسة الأرثوذكسية الجورجية، والذي كان من أتباعه المتحمسين.
في عام 1973 شارك في تأسيس مجموعة العمل الجورجية للدفاع عن حقوق الإنسان (قبل أربع سنوات، أرسلت مجموعة تملك ذات الاسم مقرها موسكو نداء إلى لجنة حقوق الإنسان التابعة للأمم المتحدة)؛ في عام 1974 أصبح أول عضو جورجي في منظمة العفو الدولية؛ وفي عام 1976 شارك في تأسيس مجموعة هلسنكي الجورجية وأصبح رئيسًا لها. كان أيضًا ناشطًا في شبكة ناشري ساميزدات السرية، وساهم في مجموعة واسعة من الدوريات السياسية السرية: من بينها الصوف الذهبي والهيرالد الجورجية وجورجيا والحوليات وفستنيك جروزي. ساهم في الدورية السرية «وقائع الأحداث الجارية» التي تتخذ من موسكو مقراً لها (أبريل 1968 - ديسمبر 1982). كان زفياد أيضًا أول عضو جورجي في الجمعية الدولية لحقوق الإنسان.
ربما سعيًا لتقليد والده، سعى زفياد إلى مهنة أكاديمية متميزة. كان زميلًا باحثًا كبيرًا في معهد الأدب الجورجي في أكاديمية العلوم الجورجية (1973-1977، 1985-1990) وأستاذًا مشاركًا في جامعة ولاية تبليسي (1973-1975، 1985-1990) وعضوًا في اتحاد كتاب جورجيا (1966-1977، 1985-1991)، ودكتورًا في مجال علم اللغة (1973) ودكتورًا في العلوم (دكتوراه كاملة عام 1991). كتب عددًا من الأعمال الأدبية الهامة، ودراسات وترجمات الأدب البريطاني والفرنسي والأمريكي، بما في ذلك ترجمات الأعمال التي قام بها لـ تي إس إيليوت وويليام شكسبيروشارد بودلير وأوسكار وايلد. كان باحثًا مثابرًا في مجال أعمال روشتفيل (كان شوتا روشتفيلا شاعرًا جورجيًا عظيمًا في القرن الثاني عشر) وباحثًا في تاريخ الثقافة الإيبيرية القوقازية.
على الرغم من تعرضه للمضايقة والاعتقال أحيانًا بسبب انشقاقه، فقد تجنب زفياد لفترة طويلة العقاب الجسيم، ربما كنتيجة لمكانة عائلته وعلاقاته السياسية. نفد حظه في عام 1977 عندما أصبحت أنشطة مجموعات هلسنكي في الاتحاد السوفياتي تمثل إحراجًا كبيرًا لحكومة ليونيد بريجنيف السوفيتية. أطلقت حملة وطنية ضد نشطاء حقوق الإنسان في جميع أنحاء الاتحاد السوفياتي واعتقل أعضاء من مجموعات هلسنكي في موسكو وليتوانيا وأوكرانيا وأرمينيا وجورجيا.
في جورجيا، اعتقلت حكومة إدوارد شيفرنادزه (الذي كان آنذاك السكرتير الأول للحزب الشيوعي الجورجي) زفياد وزميله المنشق ميراب كوستافا في السابع من أبريل عام 1977.

### المحاكمة، 15-19 مايو 1978
لا يزال هناك بعض الخلاف حول سلوك زفياد أو استراتيجيته أثناء احتجازه قبل المحاكمة وأثناءها. على وجه الخصوص، يتعلق هذا ببث تلفزيوني إذ، على ما يبدو، تراجع عن أنشطته كناشط في مجال حقوق الإنسان.
يمكن الاطلاع على حساب معاصر وغير خاضع للرقابة لهذه الأحداث في دورية سياقات الأحداث الجارية. حُكم على الرجلين بالسجن لمدة ثلاث سنوات في المعسكرات بالإضافة إلى ثلاث سنوات في المنفى بسبب أنشطتهما المعادية للسوفييت. لم يستأنف زفياد الحكم ولكن خُففت عقوبته إلى النفي لمدة عامين في داغستان المجاورة. جذبت قضية سجنهم الاهتمام الدولي.
رُفض استئناف كوستافا وأرسِل إلى مستعمرة جزائية لمدة ثلاث سنوات، ثم ثلاث سنوات من النفي أو الإبعاد الداخلي إلى سيبيريا. لم ينته حكم كوستافا إلا في عام 1987. وفي نهاية يونيو 1979، أطلق سراح زفياد من السجن وعُفي عنه في ظروف مثيرة للجدل. بحلول ذلك الوقت، مع أخذ الاحتجاز السابق للمحاكمة في الاعتبار، كان قد قضى عامين من مدة عقوبته.
ادعت السلطات أنه اعترف بالتهم الموجهة إليه وتراجع عن معتقداته؛ عُرض مقطع مصور على التلفزيون السوفيتي لإثبات ادعائهم. وفقًا لنص نشرته وكالة الأنباء السوفياتية تاس، تحدث زفياد عن «كيف كان الطريق الخطأ الذي سلكته عندما نشرت الأدب المعادي للدولة السوفيتية. لقد استحوذت الدعاية البورجوازية على أخطائي وخلقت غمامة على عقلي، الأمر الذي يسبب لي آلام الندم: لقد أدركت جوهر حملة الدجل التي أطلقت في الغرب، مموهةً تحت شعار دعم حقوق الإنسان.
زعم أنصاره وعائلته وميراب كوستافا أن الكي جي بي (المخابرات السوفيتية) انتزعت منه هذا الاعتراف، وعلى الرغم من إقراره علنًا بأن بعض جوانب مساعيه المعادية للسوفيت كانت مخطئة، لم يتخلَ عن قيادته للحركة المنشقة في جورجيا. ربما الأهم من ذلك، أن تصرفاته ضمنت أن تظل القيادة المنشقة نشطة. صرّح كل من زفياد وكسوتافا لاحقًا بشكل مستقل أن تراجع الأخير كان خطوة تكتيكية. في رسالة مفتوحة إلى شيفرنادزه، بتاريخ 19 أبريل 1992، زعم زفياد أن «اعترافاتي المزعومة كانت ضرورية ... [لأنه] إذا لم يكن هناك اعتراف ولم يُطلق سراحي من السجن عام 1979 فلن يكون هناك صعود للحركة الوطنية».
عاد زفياد إلى أنشطة المنشقين بعد وقت قصير من إطلاق سراحه، واستمر في المساهمة في الدوريات سامزيدات والحملات من أجل إطلاق سراح ميراب كوستافا. في عام 1981، أصبح المتحدث باسم الطلاب وغيرهم ممن احتجوا في تبليسي على تهديدات الهوية الجورجية والتراث الثقافي الجورجي. سلم مجموعة من مطالب الشعب الجورجي إلى شيفرنادزه خارج مؤتمر اتحاد الكتاب الجورجيين في نهاية مارس 1981، ما أكسبه فترة أخرى في السجن.

## روابط خارجية
- زفياد جامساخورديا على موقع IMDb (الإنجليزية)
- زفياد جامساخورديا على موقع الموسوعة البريطانية (الإنجليزية)
- زفياد جامساخورديا على موقع مونزينجر (الألمانية)
- زفياد جامساخورديا على موقع إن إن دي بي (الإنجليزية)